# Carmine Gino Chiellino

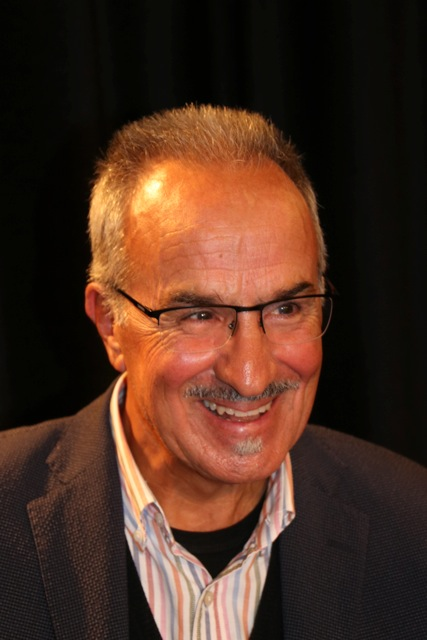

Carmine Chiellino bzw. Gino Chiellino (* 1946 in Carlopoli, Kalabrien, Italien) ist ein interkultureller Literaturwissenschaftler, Dichter, Essayist, Herausgeber und Übersetzer. Unter dem Namen Gino Chiellino veröffentlicht er Gedichte, Anthologien und Übersetzungen, während er unter dem Namen Carmine Chiellino seine literaturwissenschaftlichen Arbeiten und Essays herausgibt.

## Leben
Chiellino legte das Abitur am humanistischen Gymnasium Bernardino Telesio in Cosenza ab und studierte Italianistik und Soziologie an der Universität La Sapienza in Rom. Für seine Abschlussarbeit über die wirtschaftliche und soziale Lage italienischer Arbeiter in einem deutschen Metallbetrieb reiste Chiellino 1969 in die Bundesrepublik Deutschland ein. Seinem Forschungsaufenthalt schloss er ein Aufbaustudium in Germanistik und schließlich eine Dissertation an. Seine Doktorarbeit über 'Die Futurismusdebatte' in Deutschland schrieb Chiellino im Bereich der Komparatistik an der Justus-Liebig-Universität in Gießen. Während seiner Promotionszeit war er als Lektor für Italienisch tätig. Für sein lyrisches Werk ist er 1987 mit dem Adelbert-von-Chamisso-Preis (zusammen mit Franco Biondi) geehrt worden. Im Jahr 1993 hat Chiellino sich in Vergleichender Literaturwissenschaft an der Universität Augsburg habilitiert. Außerdem betreut er Abschlussarbeiten, Dissertationen und leitet die Forschungsgruppen parola vissuta an der Universität Augsburg und beteiligt sich an SELIDE an der Universidad Autónoma de Madrid in Spanien. Chiellino erhielt 2021/22 den Chamisso-Preis/Hellerau (zusammen mit Franco Biondi und Francesco Micieli).
Als Literaturwissenschaftler hat sich Chiellino auf die Erforschung der Werke von interkulturellen Autoren spezialisiert. Dabei hat er den Begriff der interkulturellen Literatur in deutscher Sprache geprägt, der anstelle des gängigen, aber umstrittenen Begriffes der Migrantenliteratur verwendet wird. Mit seiner Habilitationsschrift Am Ufer der Fremde. Literatur und Arbeitsemigration 1870–1991 leistet Chiellino einen  Gesamtüberblick über italienische, interkulturelle und deutsche Autoren, die Aus- und Einwanderung thematisieren. Die Arbeit setzte Chiellino als Herausgeber von Interkulturelle Literatur in Deutschland. Ein Handbuch (2000) fort und schließlich legte er in der Aufsatzsammlung Liebe und Interkulturalität. Essays 1988–2000, die theoretischen Grundzüge eines interkulturellen Romans fest.
2003 übernahm Chiellino die Chamisso-Poetikdozentur an der TU Dresden und gab nachfolgend die Bücher Ich in Dresden. Eine Poetikdozentur und In Sprache leben. Meine Ankunft in der deutschen Sprache heraus.
Chiellino hat 1980 PoLiKunst (Polynationaler Literatur und Kunstverein, e.V. 1980–1987) mitbegründet und war von 1981 bis 1984 dessen Vorsitzender. Unter seiner Herausgeberschaft sind zwischen 1983 und 1987 folgende Werke entstanden:
- Eleni Torossi: Der Tanz der Tintenfische. 1986.
- Freihändig auf dem Tandem. Dreißig Frauen aus 11 Ländern. Anthologie. 1985.
- Rafik Schami: Die letzte Rede der Wanderratte. Marchen. 1985.
- Gino Chiellino: Mein fremder Alltag. Gedichte. 1984.
- Carmine Abate: Den Koffer und weg! Erzählungen. 1984.
- Franco Biondi: Abschied der zerschellten Jahre. Eine Novelle. 1984.
- Das Unsichtbare sagen. Anthologie. 1983.

## Werke (Auswahl)
Carmine Chiellino
- Die Reise hält an. Ausländische Künstler in der Bundesrepublik. München: C. H. Beck Verlag, 1988.
- Am Ufer der Fremde. Literatur und Arbeitsmigration 1870–1991. Stuttgart/Weimar: Metzler Verlag, 1995.
- Interkulturelle Literatur in Deutschland. Ein Handbuch. (Hg.), Stuttgart/Weimar: Metzler Verlag, 2000.
- Liebe und Interkulturalität. Essays 1988–2000. Tübingen: Stauffenburg Discussion, 2001.
- Parole erranti. Saggi 1995–2000. Isernia: Cosmo Iannone Edizione, 2001.
- Das große ABC für interkulturelle Leser. Frankfurt u. a.: Peter Lang Verlag, 2016.

Gino Chiellino
- Literatur und Identität in der Fremde. Zur Literatur italienischer Autoren in der Bundesrepublik. Kiel: Neuer Malik Verlag, 1989 (Augsburg, 1985).
- Mein fremder Alltag. Lyrik. Kiel: Neuer Malik Verlag, 1984.
- Sehnsucht nach Sprache. Lyrik. Kiel: Neuer Malik Verlag, 1987.
- Homage à Augsburg. Drei Graphiken von Gjelosh Gjokaj und drei Gedichte von Gino Chiellino. Augsburg: Atelier Gjelosh Gjokaj, 1991.
- Equilibri estranei. Poesie di Gino Chiellino con sei opere di Gjelosh Gjokaj. Bergamo: Editore El Bagat, 1991.
- Sich die Fremde nehmen. Lyrik. Kiel: Neuer Malik Verlag, 1992.
- Die großen Mythen um das Wort. Drei Graphiken von Gjalosh Gjokaj und drei Gedichte von Gino Chiellino. Augsburg: Atelier Gjelosh Gjokaj, 1997.
- In Sprachen Leben. Meine Ankunft in der deutschen Sprache. Dresden: Thelem Verlag, 2003.
- Ich in Dresden. Eine Poetikdozentur. Dresden: Thelem Verlag, 2003.
- Es gab einmal die Alpen. WortWechsel Bd. 4 (Hg.), Dresden: Thelem Verlag, 2005.
- Weil Rosa die Weberin. Gesammelte Gedichte 1977–1991. Dresden: Thelem Verlag, 2005.
- Landschaft aus Menschen und Tagen, München: Edition Lyrik Kabinett bei Hanser, 2010. ISBN 978-3-446-23947-0.
- Die Sehnsucht der Seerose nach der Libelle. Dresden: Thelem Verlag, 2018. ISBN 978-3-945363-92-8.